# Assemini (przystanek kolejowy)
Assemini (wł. Stazione di Assemini) – przystanek kolejowy w Assemini, w prowincji Cagliari, w regionie Sardynia, we Włoszech. Położony jest na linii Cagliari – Golfo Aranci.
Według klasyfikacji RFI ma kategorię srebrną.

## Linie kolejowe
- Cagliari – Golfo Aranci